# Pedro de Villarreal Ariçeta
Pedro de Villarreal Ariçeta (1614-Santafé del Nuevo Reino de Granada, 4 de octubre de 1667) fue Tesorero Oficial Real del Nuevo Reino de Granada, español.

## Reseña biográfica

### Primeros años
Oriundo de Vizcaya comenzó sirviendo a su majestad Felipe IV en una plaza ordinaria de soldado de la Armada Real del Mar Océano el 6 de diciembre de 1623, con un sueldo de 4 escudos al mes y todavía siendo menor de edad para prestar ese servicio (su padre en 1609 recibía un sueldo de mil escudos al año como contador). 
En 1633, pasó a servir en la Real Armada de la Guardia de la Carrera de las Indias ejerciendo allí los oficios de pagador, maestre de plata y veedor general.

### Veedo General y Emisario

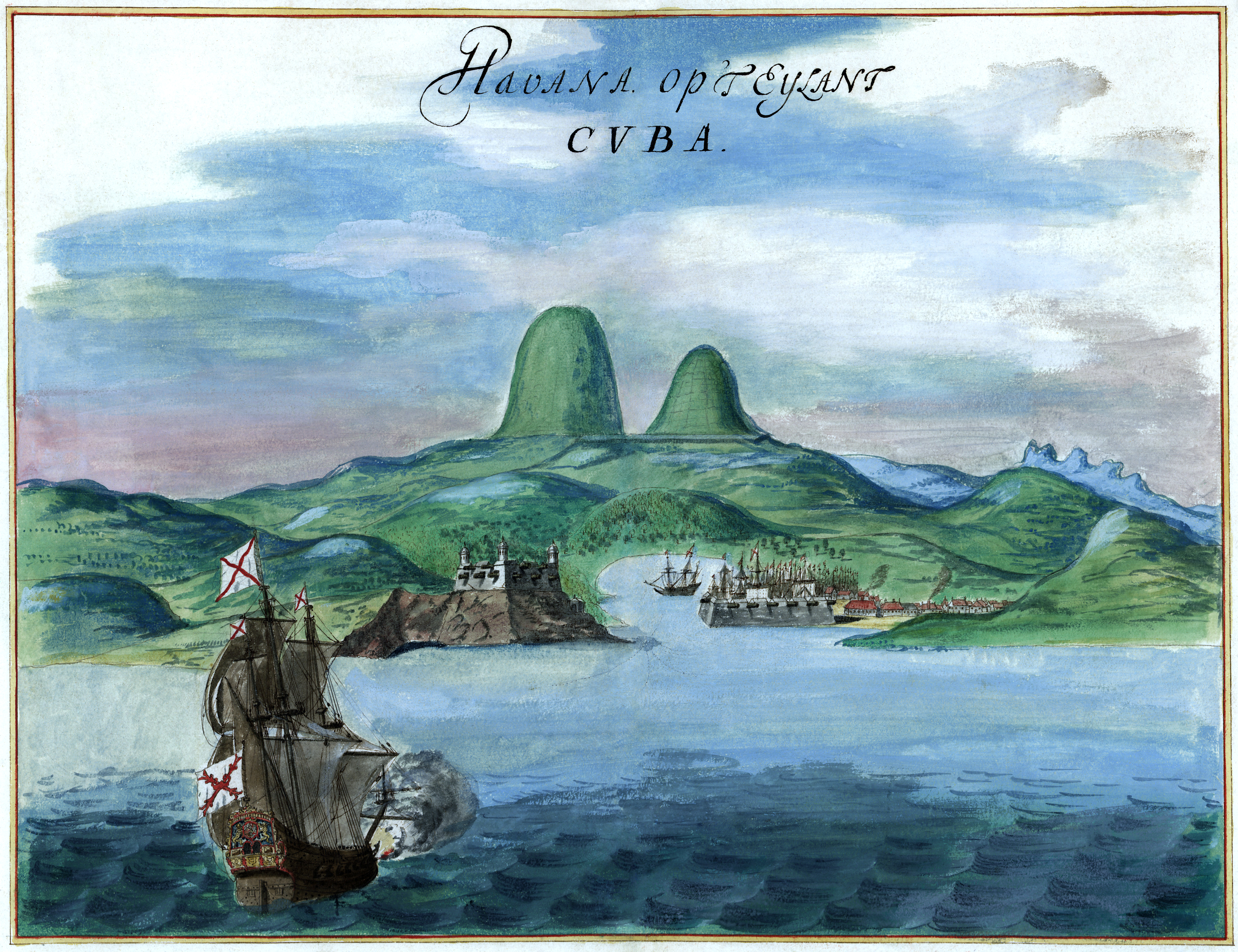
San Cristóbal de La Habana (ca.1639)

El 20 de septiembre de 1639, la Real Armada zarpó del puerto de San Cristóbal de La Habana de regreso a España con el tesoro real. Como era requerido, el general Gerónimo Gómez de Sandoval ordenó la visita de los otros navíos y el lunes, 17 de octubre, Pedro de Villarreal salió de la capitana acompañado del contador, el sargento mayor, el escribano mayor (Juan de Rivera y Saavedra) y el alguacil real. Ese día visitaron la almiranta y la urca la Vitoria; y el martes visitaron los pataches el Galgo y la Margarita, además del galeón San Diego; y al anochecer pasaron a la urca la Viga. Por razón del tiempo se vieron obligados a permanecer en la urca hasta la noche del viernes 21. Debido a los fuertes vientos en la madrugada del sábado encallaron en unos arrecifes cerca de la costa de las Bermudas.  Todavía de noche y con el tempestuoso mar, Pedro de Villarreal hizo disparar la artillería para alertar el resto de la armada del peligro y para que cambiase la rota. Salvando así los otros navíos con excepción del patache el Galgo. El 6 de febrero del siguiente año, salieron de las Bermudas la mayoría de los náufragos inicialmente hacia La Habana en un navío nombrado el Salvador por el que pagaron 7.500 pesos. Sin embargo, debido al tratamiento y los costos que tuvieron en la isla, el 9 de febrero, Pedro de Villarreal y otros funcionarios, quienes habían permanecido en las Bermudas, viajaron a Inglaterra a dar cuenta de los eventos al embajador extraordinario a Londres Antonio Sancho Dávila de Toledo el marqués de Velada y allí dejaron sus evidencias y papeles con Alonso de Cárdenas el embajador.
De regreso en España, el 15 de julio de 1640, volvió a su oficio de veedor general y continuó, cuando se ofrecía, dando información al Real Consejo de Indias de cosas convenientes a la Corona que sucedían en sus viajes. Este servicio de emisario se oficializó en carta del Consejo, del 15 de enero de 1644. Para el viaje que hizo a las Indias al cargo del general Pedro de Ursúa y Arismendi, el presidente del Consejo y conde de Castrillo en carta, del 20 de junio de 1645, le pidió que ayudase a la ejecución de las órdenes dadas al general sobre materias de importancia a la Corona y para el aumento los registros. Por estos servicios le agradecieron en carta, del 1 de febrero de 1646.

### Tesorero Oficial Real del Nuevo Reino de Granada
Después de nueve viajes incluyendo dos a la Nueva España y siete a Tierra Firme, el 30 de agosto de 1647, se le nombró Tesorero, Juez Oficial de La Real Hacienda del Nuevo Reino de Granada por muerte del tesorero Lucas de Sagastizabal y tomó posesión el 13 de mayo del año siguiente.
Con la Armada al cargo del general Don Martin Carlos de Mencos, en 1649, remitió desde Santafé 3.531.646 maravedís o el equivalente a 12.983 patacones (peso, medio escudo, real de a 8), 7 reales y 32 maravedís. Recaudó ochenta por ciento por derecho de la media anata y el resto por la cuatrianata, diciendo que se tomó mucho esfuerzo en medio de los rigurosos tiempos y la pobreza en que se encontraba el Reino. La remesa incluyó impuestos sobre su sueldo anual de 400.000 maravedís o el equivalente a 1.470 patacones, 4 reales y 24 maravedís.
Durante su cargo como tesorero recaudó en impuestos más de un millón seiscientos mil patacones en oro, plata, reales, especies de mantas y otros géneros. Declaró que lo hizo sin causar molestias, ni daño alguno de la república y sin ocasionar queja alguna. Sirvió como tesorero hasta el 4 de noviembre de 1658, y continuó como protector de los naturales por título del 19 de agosto del mismo año.

### Protector General de Los Naturales del Nuevo Reino de Granada y Contador Principal de La Visita
Debido a que las encomiendas de indios eran gravables, antes de ser nombrado Protector General de los Naturales dio testimonio, en 1653, para una solicitud del nuevo Colegio Mayor de Nuestra Señora del Rosario al presidente de la Real Audiencia de Santafé para que unos de los indios Achaguas fueran encomendados al colegio y llevados a sus fincas en Calandayma. No obstante, en 1655, dicha petición fue rechazada de manera inequívoca por el mismo Rey Felipe IV. Este suceso pudo haber formado su tratamiento de los indios en el desempeño del oficio de protector pues más tarde destacó su servicio como protector a la Corona y lamentó ser removido de este por el presidente de la audiencia.  Consideró su reemplazo, José de Gauna, incompatible con dicho oficio por haber maltratado a los indios. Por este oficio Pedro de Villarreal se ganaba 800 patacones al año.
Juan Cornejo fiscal de la Real Audiencia de Lima fue nombrado Visitador General de la Real Audiencia de Santafé del Nuevo Reino de Granada, el 16 de junio de 1657. Nombró a Pedro de Villarreal Contador Principal de la Visita, el 13 de diciembre de 1658, con un sueldo de 1.500 maravedís al día. La Visita creó tensiones y las casas del contador, Pedro de Villarreal, y el escribano fueron apedreadas. Las tensiones rebosaron el 22 de mayo de 1659 cuando un pasquín fue fijado en la puerta de la casa de Juan Cornejo que decía:
"a simple visitador mira que villareal te engaña. Mira que te derrumba [pierde el rumbo] y porque no hay otro que deba ser visitado (y porque no hay otro que merezca estar ahorcado). se te introduce, a que sabe de todos.

Ven acá simple, a que te envió el rey. quién tiene tantos delictos, como el que favoreces.

Mas luego no te quejes. cuando oigas decir viva el Rey y muera el mal gobierno; y esto no juzgues que lo dice gente bárbara porque a su tiempo lo verás, cuando quizás, no tengas remedio aunque quieras"
Este suceso desató una serie de eventos que llevaron a la suspensión de la Visita y del presidente de la Real Audiencia quien en esa época era Dionisio Pérez Manrique de Lara. La Visita fue desterrada y se mudó a La Popa en Cartagena. Los bienes de Pedro de Villarreal en Santafé fueron embargados y su esposa e hijas tuvieron que unirse con él en Cartagena después de un arduo viaje. De allí Pedro de Villarreal reportó que cuando la Visita fue suspendida se habían identificado 458.890 patacones en alcances que incluía cuentas atrasadas y ocultas, 424 mantas de algodón (avaluadas a 3 patacones cada una), derecho de señoreaje por extracción de oro y plata, e impuestos de herencia. Y con las cuentas que no se habían revisado, incluyendo encomiendas de indios, consideró que los alcances ascendían a más de medio millón de patacones.

### Últimos años

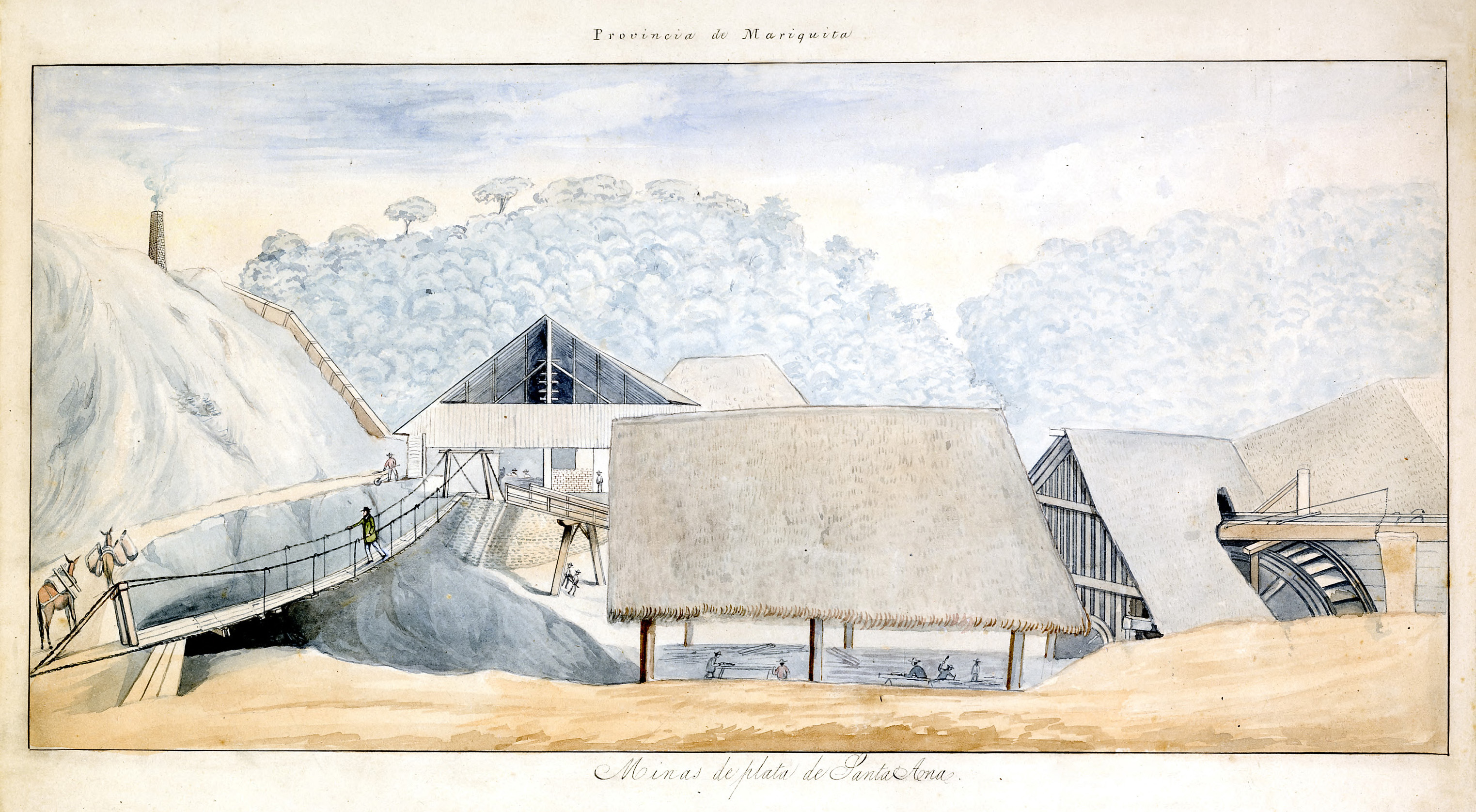
Provincia de Mariquita. Minas de Plata de Santa Ana

El 17 de febrero de 1663; el Cabildo, la Justicia y el Regimiento de la ciudad de Santafé pidieron a la Corona que Pedro de Villarreal no fuera reinstituido a ninguna plaza oficial en esta ciudad por las inconveniencias que había causado como contador de la Visita. Los santafereños lo acusaron de tener alcances en las cuentas desde la época en que era veedor general por la cantidad de 22.000 pesos a pesar de que él fue absuelto de deudas antes de posesionarse como tesorero y haber sido acreditado por Juan Flórez de Ocariz. Ocariz reporta que Pedro de Villarreal sirvió como alcalde mayor de las minas de plata de Santa Ana, Las Lajas y San José de Frías desde 1665 hasta su muerte. Fue enterrado en las bóvedas de la capilla de Nuestra Señora del Rosario del antiguo convento de Santo Domingo de los padres dominicos por haber sido miembro de su cofradía. En un último agravio contra Pedro de Villarreal el colegio fue demolido por los colombianos en 1939.